# Idalus occidentalis
Idalus occidentalis là một loài bướm đêm thuộc phân họ Arctiinae, họ Erebidae.